# Энгель, Карл (пианист)
Карл Энгель (нем. Karl Engel; 1 июня 1923 года, Бирсфельден — 2 сентября 2006 года, Монтрё) — швейцарский пианист, профессор.

## Биография
Карл Энгель окончил Базельскую консерваторию (1945), ученик Пауля Баумгартнера; учился также в Париже у Альфреда Корто. В 1951 г. разделил с Вальтером Клином третью премию Международного конкурса имени Бузони (первые две не были присуждены). В 1952 г. был удостоен второй премии на Конкурсе имени королевы Елизаветы, уступив первое место Леону Флейшеру.
Известен, прежде всего, как аккомпаниатор, работавший в разное время с Пабло Казальсом, Иегуди Менухиным и другими выдающимися солистами, особенно с певцами — исполнителями германских Lieder (Дитрих Фишер-Дискау, Герман Прей, Петер Шрайер и др.). Как солист специализировался, главным образом, на сочинениях Моцарта и Шумана.
В 1956—1986 гг. профессор Ганноверской Высшей школы музыки; среди его учеников, в частности, Геррит Циттербарт и Мигел Проэнса. Одновременно в 1980—1991 гг. преподавал в Бернской консерватории.